# Нижнекаменский сельсовет (Новосибирская область)
Нижнекаменский сельсовет — сельское поселение в Ордынском районе Новосибирской области Российской Федерации.
Административный центр — село Нижнекаменка.

## История
Статус и границы сельского поселения установлены Законом Новосибирской области от 2 июня 2004 года № 200-ОЗ «О статусе и границах муниципальных образований Новосибирской области»

## Население
| 2002  | 2010  | 2012  | 2013  | 2014  | 2015  | 2016  |
| ----- | ----- | ----- | ----- | ----- | ----- | ----- |
| 1718  | ↘1437 | ↘1396 | ↘1366 | ↘1329 | ↘1306 | ↘1298 |
| 2017  | 2018  | 2019  | 2020  | 2021  |       |       |
| ↘1293 | ↗1323 | ↗1324 | ↗1338 | ↘1300 |       |       |

## Состав сельского поселения
| № | Населённый пункт | Тип населённого пункта       | Население |
| - | ---------------- | ---------------------------- | --------- |
| 1 | Абрашино         | деревня                      | ↘37       |
| 2 | Ерестная         | деревня                      | ↗25       |
| 3 | Нижнекаменка     | село, административный центр | ↘1085     |
| 4 | Усть-Хмелевка    | деревня                      | ↘290      |